# Una familia especial
Una familia especial como la tuya es una telecomedia argentina. Protagonizada por Luis Brandoni, Mariano Martínez y Gustavo Garzón. Coprotagonizada por Mario Pasik, Sabrina Garciarena, Mike Amigorena, Muriel Santa Ana y Mirta Busnelli. También, contó con las actuaciones especiales de Sabrina Carballo y los primeros actores Norman Briski y Norma Pons. Las participaciones de Enrique Liporace y Julia Calvo como actores invitados. Y las presentaciones de Gonzalo Heredia y Emme. Fue producida por Pol-ka Producciones y emitida por Canal 13.
Comenzó a emitirse el 28 de marzo y finalizó el 11 de agosto de 2005. Durante su emisión alcanzó un promedio general de 11,3 puntos de índice de audiencia. Fue reemitida por el mismo canal que la lanzó durante 2008, en horario vespertino.

## Argumento
El programa se basa en una historia de amor entre los dos personajes protagónicos, de los cuales Santiago (Mariano Martínez) es un joven que trabaja en la rotisería de su padre y Selene (Sabrina Garciarena) es una extraterrestre que acaba de aterrizar, junto con otros alienígenas, por desperfectos técnicos en su nave. 
La familia de extraterrestres está compuesta por Hermes (Mario Pasik), Estrella (Mirta Busnelli), y sus hijos Helios (Mike Amigorena), Selene y Venus (Muriel Santa Ana). Al establecerse en la tierra y formar una familia, el apellido que deciden elegir es "Schneider". Fue una forma de publicidad a la marca de cerveza homónima. Los Schneider son inquilinos de Cayetano (Luis Brandoni), el padre de Santiago.
La mayor parte de las tramas involucran, generalmente en forma humorística, la forma en que las personas se relacionan con los extraterrestres y los intentos de estos por parecerse a los humanos.

## Elenco

### Protagonistas
- Luis Brandoni como Cayetano Molina.
- Mariano Martínez como Santiago Molina.
- Gustavo Garzón como Imanol Molina.

### Elenco Protagónico
- Mario Pasik como Hermes Schneider.
- Sabrina Garciarena como Selene Schneider.
- Mike Amigorena como Helios Schneider.
- Muriel Santa Ana como Venus Schneider.
- Mirta Busnelli como Estrella Schneider.

### Elenco Principal
- Norman Briski como Manolo Molina.
- Julia Calvo como Helena Ramírez de Molina.
- Enrique Liporace como Paco Larrondo.
- Sabrina Carballo como Verónica Molina.
- Norma Pons (†) como Lucía Molina.
- Gonzalo Heredia como Diego Bolaños.
- Emme como Carola.

### Participaciones
- Claudio Messina como Vega.
- Natalie Pérez como  Viviana “Vivi”.
- Beatriz Dellacasa como Milagros Larrondo.
- Alan Sabbagh como Flavio.
- Fabián Arenillas como Fernando.
- Daniel De Vita
- Santiago del Moro como Nicolás “Nico”.
- Juan Alari como Ramsés.
- Jorge Guinzburg (†) como Aldar.
- Goly Turilli
- Iliana Calabró como María Inés.
- Facundo Arana como el Exterminador.
- María Eugenia Ritó como Laura.
- Mónica Gonzaga como Dora.
- Martín Orecchio como Ladrón.
- Gisela Van Lacke como Flopy.
- María Rojí como Tota Molina.
- Adrián Suar como el Electricista.
- Pompeyo Audivert como Zeus.
- Guido D'Albo como Marte.

### Cameos
- Roberto Abbondanzieri
- Rolando Schiavi
- Fernando Gago
- Diego Maradona

## Sucesión de tiras diarias dePol-ka Producciones
| Predecesor: ''Los secretos de papá'' | ''Una familia especial'' 2005 | Sucesor: ''Sin código'' |